# NGC 7023
NGC 7023 (talvolta nota come Nebulosa Iride o con la sigla C 4) è una nebulosa diffusa visibile nella costellazione boreale di Cefeo. Fu scoperta da William Herschel nel 1794.

## Osservazione

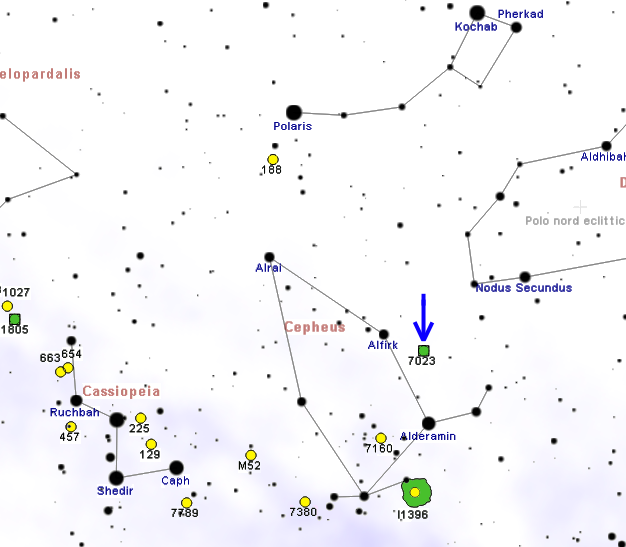
Mappa per individuare NGC 7023.

Questa piccola nebulosa si individua circa 3,5° a sud-ovest della stella β Cephei (Alfirk) una particolare stella doppia e variabile; la nebulosa circonda una stella di magnitudine 7,7, quest'ultima facilmente rintracciabile con un binocolo. Anche la nebulosa in sé può essere visibile con un potente binocolo, se le condizioni di osservazione sono ottimali. Un telescopio di medie dimensioni è già in grado di rivelare alcuni particolari della nebulosa, come una sorta di barra centrale che si estende da nord a sud.
NGC 7023 ha una declinazione fortemente boreale, pertanto si presenta circumpolare da gran parte dell'emisfero nord; sebbene il periodo in cui raggiunge la sua massima altezza nel cielo serale sia compreso fra i mesi di agosto e novembre, resta visibile per tutte le notti dell'anno fino alle latitudini subtropicali boreali. Dall'emisfero sud, al contrario, la sua visibilità è limitata alle regioni comprese fra l'equatore e il Tropico del Capricorno.

## Storia delle osservazioni
Storicamente c'è stata una certa confusione sulla natura dell'oggetto; William Herschel, il suo scopritore, affermò correttamente che si trattava di un oggetto nebuloso che circondava una stella di settima grandezza, come pure la prima edizione del New General Catalogue che lo catalogò appunto col numero 7023. La confusione probabilmente iniziò quando Per Collinder, famoso per aver compilato il suo catalogo di ammassi aperti, lo scambiò con uno di questi, inserendolo nel suo catalogo con la sigla Cr 429. L'errore fu poi ripreso in seguito, al punto che persino il database SIMBAD lo riporta solo come un ammasso aperto. In realtà l'ammasso si trova all'interno della nebulosa.

## Caratteristiche
NGC 7023 è una nebulosa a riflessione, ossia riflette la luce di alcune stelle vicine; probabilmente la stella principale responsabile della sua illuminazione è proprio la stellina di settima grandezza, catalogata come HD 200775, la quale si troverebbe avvolta dalla nebulosa, assieme ad altre stelle meno brillanti nate dalle sue polveri e che vanno a formare l'ammasso aperto. La nebulosa dista da noi probabilmente circa 1400 anni luce e misura circa 6 al. Fa probabilmente parte del vasto Complesso nebuloso molecolare di Cefeo.

### Opere generali
- (EN) Stephen James O'Meara, Deep Sky Companions: The Caldwell Objects, Cambridge University Press, 2003, ISBN 0-521-55332-6.
- (EN) Jay M. Pasachoff, Atlas of the Sky, in Stars and Planets, New York, NY, Peterson Field Guides, 2000, ISBN 0-395-93432-X.
- (EN) Sir Patrick Caldwell-Moore, Firefly: Atlas of the Universe, Firefly Books Limited, 2003, ISBN 1-55297-819-2.

### Carte celesti
- (EN) Tirion, Rappaport, Lovi, Uranometria 2000.0 - Volume I - The Northern Hemisphere to -6°, Richmond, Virginia, USA, Willmann-Bell, inc., 1987, ISBN 0-943396-14-X.
- (EN) Tirion e Sinnott, Sky Atlas 2000.0, 2ª ed., Cambridge, USA, Cambridge University Press, 1998, ISBN 0-933346-90-5.